# Heřmanov (Čejkovice)

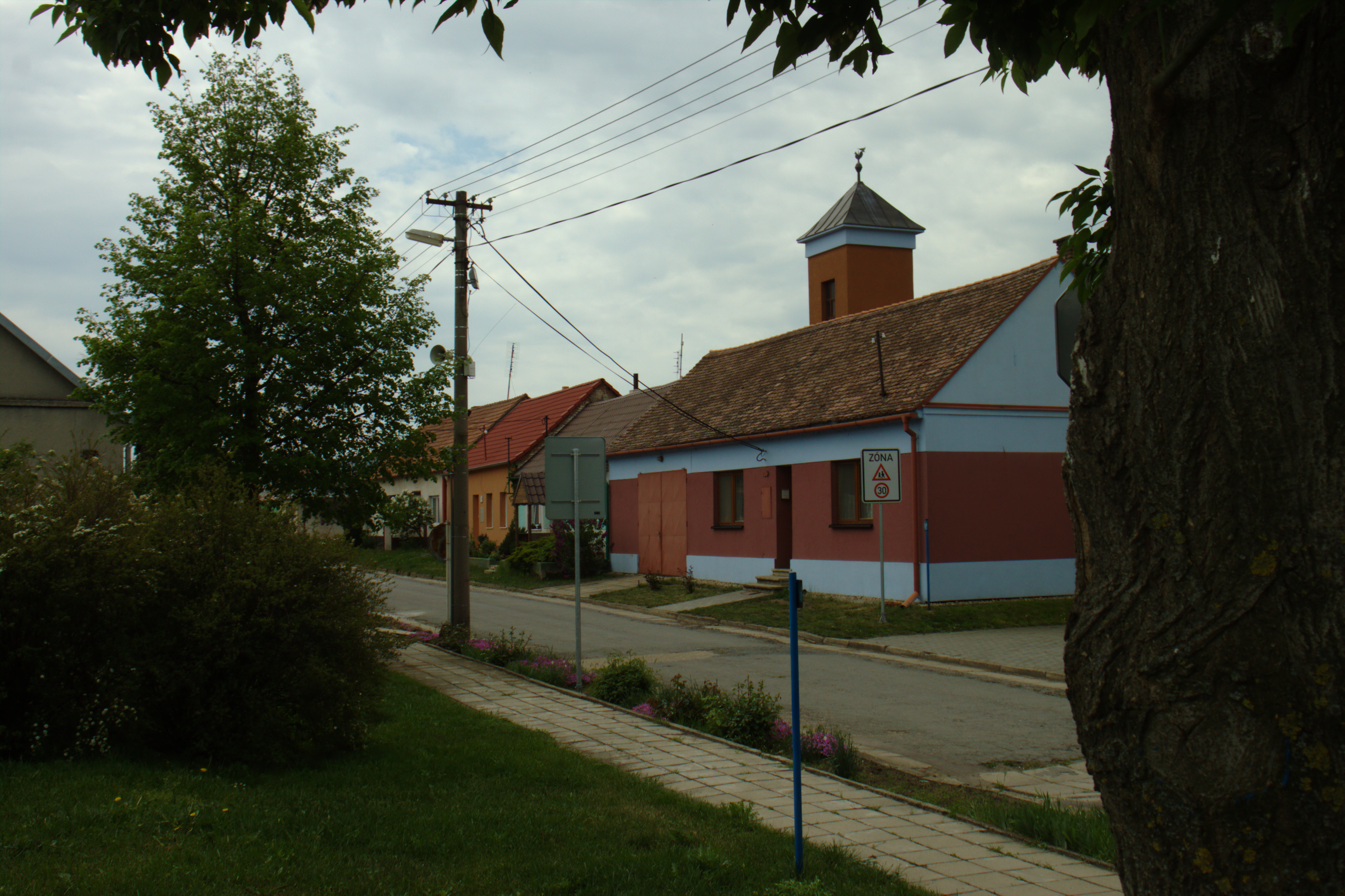
Dorfstraße

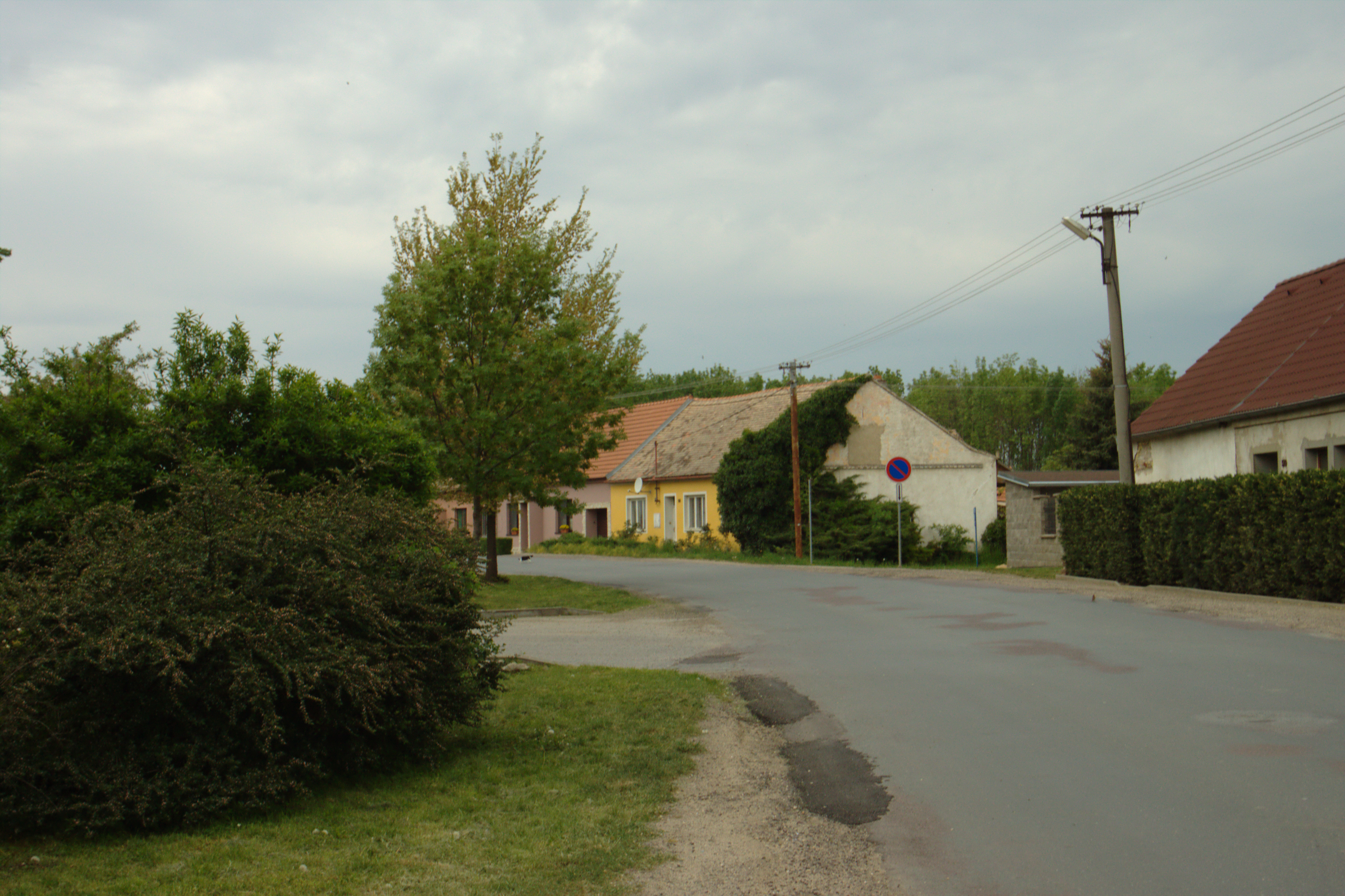
Ortsansicht

Heřmanov (deutsch Hermannsdorf) ist eine Ortslage der Gemeinde Čejkovice in Tschechien. Sie schließt sich südwestlich an Čejkovice an und gehört zum Okres Znojmo.

## Geographie
Heřmanov befindet sich am Fuße der Miroslavská hrásť (Mißlitzer Horst) in der Thaya-Schwarza-Senke. Von Čejkovice wird die Ortslage durch die Hauptstraße abgetrennt. Westlich von Heřmanov verläuft die Staatsstraße I/53 zwischen Lechovice und Pohořelice, südöstlich die II/397 zwischen Hostěradice und Jaroslavice.
Nachbarorte sind Čejkovice im Nordosten, Břežany im Osten, Pravice und Kolonie u Dvora im Südosten, Mlýnské Domky, Božice und České Křídlovice im Süden, Filipovice und Borotice im Südwesten, Lechovice im Westen sowie Stošíkovice na Louce, Mšice und Oleksovice im Nordwesten.

## Geschichte
Die dem Stift Bruck gehörige trockene Hochebene zwischen Groß Olkowitz, Moskowitz und dem Tal des Jaispitzer Baches bei Borotitz und Lechwitz eignete sich vor allem zur Schafzucht. Neben dem Stift besaßen hier auch die Gemeinden Groß Olkowitz und Schakwitz Schafhöfe.
Nach der Aufhebung des Stiftes Bruck fiel dessen Gutsbesitz 1784 dem Religionsfonds zu und wurde in sieben Güter aufgeteilt. Wegen des zu dieser Zeit rückgängigen Absatzes an Schafwolle bot sich eine weitere Kolonisation an, um die Flächen ackerbaulich zu nutzen. Im Jahr 1788 ließ der kaiserliche Robot-Abolitions-Hofkommissär Anton Valentin Freiherr von Kaschnitz zu Weinberg im Zuge der Raabisation einen dem neuen Gut Lechwitz zugeordneten Klosterhof parzellieren, und – unmittelbar an das knapp 80 Jahre zuvor durch das Stift neugegründete Dorf Schakwitz angrenzend – die Kolonie Herrmannsdorf anlegen. Die als Breitstraßendorf gegründete neue Ansiedlung erhielt 208 ha Fläche und wurde nach Groß Olkowitz eingepfarrt. Herrmannsdorf bestand zu dieser Zeit aus 25 Anwesen, davon 20 Gehöfte mit 42 Metzen und fünf Häusler mit 13 Metzen. Im Jahre 1800 entstand in Schakwitz eine gemeinsame Schule für Schakwitz und Hermannsdorf. Nach dem gänzlichen Einbruch des Wollmarktes infolge des Bancozettelsturzes von 1811 wurden auch die Groß Olkowitzer und Schakwitzer Schafhöfe aufgegeben und die Kolonie um Landarbeiterhäuser erweitert. Am 31. Mai 1824 verkaufte die mährisch-schlesische Staatsgüteradministration das Gut Lechwitz an Joseph Lang aus Wien.
Im Jahre 1835 bestand das im Znaimer Kreis gelegene Dorf Herrmansdorf aus 40 Häusern, in denen 225 Personen lebten. Haupterwerbsquelle bildete der Ackerbau. Pfarrort war Groß Olkowitz. Bis zur Mitte des 19. Jahrhunderts blieb Herrmansdorf dem Allodialgut Lechwitz untertänig.
Nach der Aufhebung der Patrimonialherrschaften bildete Hermannsdorf / Heřmanice ab 1849 einen Ortsteil der Gemeinde Groß Olkowitz im Gerichtsbezirk Znaim. 1867 entstand die Gemeinde Hermannsdorf. Ab 1869 gehörte die Gemeinde zum Bezirk Znaim; zu dieser Zeit hatte Hermannsdorf 241 Einwohner und bestand aus 46 Häusern. 1888 entstand nördlich von Schakwitz ein gemeinschaftlicher Friedhof für Schakwitz und Hermannsdorf.
Im Jahre 1890 hatte Hermannsdorf 251 Einwohner und bestand aus 48 Häusern, zehn Jahre später lebten in der Gemeinde 235 deutschsprachige Katholiken. In den Jahren 1910 und 1911 entstand zwischen Hermannsdorf und Schakwitz an der Stelle der Kapelle die Filialkirche Maria Schnee. Beim Zensus von 1921 lebten in den 52 Häusern von Hermannsdorf 266 Personen, darunter 263 Deutsche. Der tschechische Ortsname wurde 1924 in Heřmanov geändert. 1930 war Hermannsdorf auf 55 Häuser angewachsen und hatte 248 Einwohner. Nach dem Münchner Abkommen wurde die Gemeinde 1938 dem Großdeutschen Reich zugeschlagen und gehörte bis 1945 zum Kreis Znaim. Im Jahre 1939 wurden Hermannsdorf und Schakwitz zu einer Gemeinde Hermannsdorf-Schakwitz zusammengeschlossen, in der 552 Personen lebten. Die Elektrifizierung des Dorfes erfolgte 1940. Nach dem Kriegsende 1945 kam die Gemeinde zur Tschechoslowakei zurück; zugleich erfolgte die Wiederherstellung der alten Verwaltungsstrukturen. Alle deutschsprachigen Bewohner wurden am 12. August 1945 nach Österreich vertrieben; die neuen Siedler waren Mährer aus der Kopanice, hauptsächlich stammten sie aus Žítková und Starý Hrozenkov.
1948 wurden Heřmanov und Čajkovice erneut zu einer Gemeinde fusioniert; dabei erfolgte auch die Vereinigung beider Kataster. Wenig später wurde der Gemeindename in Čejkovice geändert. Im Jahre 1950 hatte Heřmanov 113 Einwohner. In den 1950er Jahren erfolgte der Abbruch zahlreicher Häuser. Im Zuge der Gebietsreform von 1960 verlor Heřmanov den Status eines Ortsteils. Zwischen 1980 und 1990 war Heřmanov nach Božice eingemeindet.

## Sehenswürdigkeiten
- Mehrere Wegkreuze
- Gedenkstein für die Gefallenen beider Weltkriege, mit Inschriften in tschechischer, deutscher und russischer Sprache